# Anno 1602: Creation of a New World
Anno 1602: Creation of a New World (in de Verenigde Staten: 1602 A.D. - in Nederland en België: Anno 1602: Creatie van een Nieuwe Wereld) is een real-time strategy en simulatie computerspel ontwikkeld door het Duitse Sunflowers en het Oostenrijkse Max Design. Het werd uitgebracht door Sunflowers op 24 september 1998 en in Amerika op 1 februari 2000. Het spel is het eerste deel in de Anno serie, de opvolgers van dit spel zijn Anno 1503: The New World , Anno 1701 , Anno 1404 , Anno 2070 , Anno 2205 en Anno 1800.

## Overzicht
De speler sticht en onderhoudt 17e-eeuwse nederzettingen in de Nieuwe Wereld door de productie van grondstoffen, het drijven van handel, het onderhouden van diplomatieke betrekkingen en het tevreden houden van de inwoners (in het begin met noodzakelijke goederen, zoals voedsel maar later ook met luxe goederen, zoals juwelen).
Ook dient men de nederzetting(en) te beschermen in oorlogssituaties (tegen vijandige spelers, zoals piraten) door het opleiden van soldaten en het produceren van bewapening (zoals verdedigingswerken en kanonnen) voor de nederzettingen en schepen.

## Editor
Het spel bezit een editor waarmee men de spelcondities, land en doel kunt instellen.

## Ontvangst
| \| Recensiescore \| Recensiescore \| \| Publicist \| Score \| \| --------------- \| ------------- \| \| Power Unlimited \| 84/100[2] \| |        |
| Recensiescore |        |
| Publicist | Score  |
| Power Unlimited | 84/100 |